# Corazón apasionado
Corazón apasionado es una telenovela estadounidense original de Alberto Gómez y producida por Venevisión International para la cadena Venevisión y Univisión en 2012. Fue grabada en Miami, Estados Unidos.
Protagonizada por Marlene Favela y Guy Ecker; coprotagonizada por Lorena Meritano, Luis José Santander, Dayana Garroz y Carlos Guillermo Haydon, y con las participaciones antagónicas de  José Guillermo Cortines, Jéssica Mas, Marcelo Buquet, Natalia Ramírez, Raúl Izaguirre, Patty Álvarez , Fernando Carrera, Beatriz Monroy y Gabriela Rivero. Cuenta además con las actuaciones estelares de Daniela Navarro, Adrián Carvajal, Scarlet Gruber, Marjorie de Sousa y los primeros actores Héctor Soberón y Susana Dosamantes.
Fue estrenada el 13 de febrero de 2012 por su cadena creadora Venevisión a las 10:45 p. m., fue trasladada a las 11:00 p. m. desde el 28 de febrero de 2012. Sus capítulos eran de 30 minutos, el final fue transmitido el 5 de noviembre de 2012.

## Sinopsis
Patricia Montesinos Campos-Miranda es una joven que vive con sus hermanos, Virginia, David y Mariela en el rancho de su millonaria abuela, doña Úrsula Villacastín, viuda de Campos-Miranda. Doña Úrsula es conocida como "La Generala" por ser una mujer de fuerte carácter, acostumbrada a que todo el mundo haga su voluntad sin rechistar. 
La anciana nunca perdonó a su hija, María Patricia, que se enamorase de un peón del rancho, Alejandro Gómez, por eso la echó del rancho junto a su nieta, Virginia. Tiempo después, María Patricia regresa a casa con su hija mayor y se casó con Bruno Montesinos, un hombre que doña Úrsula sí aceptaba, por ser millonario, y con quien tuvo tres hijos más: Patricia, David y Mariela. 
Años más tarde, María Patricia muere y Bruno se convierte en un jugador y acaba despilfarrando su fortuna. Por aquel entonces, Patricia es una jovencita que vive locamente enamorada de Marcos, un peón del rancho de su abuela. Patricia sabe que su abuela Úrsula nunca aceptará esta relación, por lo que se propone huir con Marcos, sobre todo cuando descubre que su padre la va a vender para pagar una apuesta de juego. Sin embargo, Bruno y los compradores de Patricia sorprenden a la pareja en su huida; la situación termina trágicamente con Marcos muerto y Bruno en la cárcel.
Pasan dos años en los que Patricia se ha convertido en una mujer arrogante y prepotente, totalmente cerrada al amor hasta que aparece Armando Marcano, el nuevo capataz del rancho de su abuela. Al principio, los dos se llevan muy mal, pero pronto empezará a crecer el amor entre ellos. Sin embargo, Patricia tendrá que luchar contra su malvada prima, Fedora Campos-Miranda. 
Fedora también es nieta de doña Úrsula por ser descendiente de su difunto hijo Eduardo. Es una mujer egoísta, perversa y manipuladora que solo llega al rancho de su abuela en busca de su parte de la herencia y por el amor de Marcano, a quien no está dispuesta a dejar para que se vaya con su prima Patricia.
Pero también aparece una sombra del pasado que se interpondrá entre Patricia y Armando: Martín, un hombre con un gran parecido a Marcos.

## Elenco
- Marlene Favela - Patricia Montesinos Campos-Miranda / María Patricia Campos-Miranda Villacastín
- Guy Ecker - Armando Marcano
- Susana Dosamantes - Doña Úrsula Villacastín Vda. de Campos-Miranda
- José Guillermo Cortines - Marcos Pérez/ Martín Vegas
- Jéssica Mas - Fedora Campos-Miranda
- Lorena Meritano - Virginia Gómez Campos-Miranda
- Daniela Navarro - Mariela "Marielita" Montesinos Campos-Miranda
- Adrián Carvajal - David Montesinos Campos-Miranda
- Luis José Santander - Ricardo Rey
- Fernando Carrera - Alejandro Gómez
- Marcelo Buquet - Bruno Montesinos
- Gabriela Rivero - Teresa Rivas Vda de Gómez
- Cristián Carabias - Jonathan "Jhonny" Gómez Rivas
- Stephanie Arcila - Clemencia Briceño Rivas
- Natalia Ramírez - Sonia Alcázar de Rey
- Raúl Izaguirre - Ignacio Meléndez
- Carlos Guillermo Haydon - Diego Sánchez
- Dayana Garroz - Emperatriz Ferrer de Meléndez
- Carlos Augusto Maldonado - Ramiro "Ramirito" Meléndez
- Héctor Soberón - Álvaro Martínez
- Carlos Yustis - Domingo Domínguez
- Scarlet Gruber - Rebeca Marcano de Montesinos
- Marjorie de Sousa - Lic. Leticia Bracamontes
- Beatriz Arroyo - Lorenza Sánchez de Marcano
- José Miguel Gutiérrez - Padre José
- Patricia de León - Carmen Rosa
- Lara Ricote - María Rey Alcázar
- Kevin Aponte - Juan José Rey Alcázar
- Beatriz Monroy - Ramona Pérez
- Eduardo Ibarrola - Melquiades López
- Paulo César Quevedo - Felipe López
- Patty Álvarez - Graciela Ruíz
- Patricia Ramos - Lissete Meléndez

## Banda sonora
- Corazón Apasionado - Lucero Tema Entrada-Salida
- A escondidas - Víctor Muñoz Tema Rebeca y David